# 読谷山洋司
読谷山 洋司（よみやま ようじ、1964年〈昭和39年〉2月20日 - ）は、日本の政治家、総務官僚。宮崎県延岡市長（2期）。

## 経歴
宮崎県延岡市緑ケ丘生まれ。延岡市立緑ヶ丘小学校卒業。延岡市立南中学校3年生の時に、父親の転勤で東京都へ転居。品川区立荏原第一中学校、芝高等学校卒業。1986年（昭和61年）3月、東京大学経済学部卒業。同年4月、自治省に入省。
2005年（平成17年）、愛媛県総務部長に就任。2008年（平成20年）、内閣府参事官及び内閣官房内閣参事官に就任。2010年（平成22年）、岡山市副市長に就任。
2012年（平成24年）1月、岡山市副市長及び総務省を辞職し、延岡市に帰郷。行政書士として県民の相談に応じるほか事業者の支援などを行う。
2013年3月、子育て支援会社・株式会社アレーテライフイノベーションを起業し、室内公園「こどもーる」を経営。
2015年（平成27年）、長崎県立大学経済学部教授に就任。
2016年（平成28年）、第24回参議院議員通常選挙宮崎県選挙区に向けた自民党県連の候補予定者の公募に2度応募するも選ばれなかった。同年7月の参院選に民進党と社民党の推薦を受けて無所属で出馬し落選。
2017年（平成29年）1月27日、翌年に任期満了する延岡市長選挙に立候補する意向を表明。
2018年（平成30年）1月28日に行われた延岡市長選挙で、前職の首藤正治市長の事実上の後継指名を受けた元県職員の永山英也を567票差で破り初当選を果たした。永山は自民党延岡支部・公明党・民進党・連合宮崎など500超の団体の推薦を集めて組織戦を展開し、盤石の布陣で臨んだが及ばなかった。2月26日、市長就任。選挙の結果は以下のとおり。
※当日有権者数：104,500人 最終投票率：49.68%（前回比：pts）
| 候補者名   | 年齢 | 所属党派 | 新旧別 | 得票数   | 得票率 | 推薦・支持                                       |
| ---------- | ---- | -------- | ------ | -------- | ------ | ------------------------------------------------ |
| 読谷山洋司 | 53   | 無所属   | 新     | 26,094票 | 50.55% |                                                  |
| 永山英也   | 60   | 無所属   | 新     | 25,527票 | 49.45% | （推薦）自民党延岡支部・公明党・民進党・連合宮崎 |

2022年（令和4年）1月23日の市長選挙で、自民・公明の推薦を受けた元県議の内田理佐を破り、再選。
※当日有権者数：100,444人 最終投票率：55.98%（前回比：+6.3pts）
| 候補者名   | 年齢 | 所属党派 | 新旧別 | 得票数   | 得票率 | 推薦・支持             |
| ---------- | ---- | -------- | ------ | -------- | ------ | ---------------------- |
| 読谷山洋司 | 57   | 無所属   | 現     | 31,760票 | 56.87% |                        |
| 内田理佐   | 47   | 無所属   | 新     | 24,088票 | 43.13% | （推薦）自民党・公明党 |

2025年6月2日、『健康上の理由により、今月末日（6月30日）付で市長を辞職する』ことを記者会見にて発表。読谷山によれば「同年3月の定例議会の頃に咳が出るようになり、病院で検査を受けた際に肺と膵臓に腫瘍が発見された」とし、医師より「早期に治療に専念されたい」という助言を受けたことなどもあり、2026年2月の2期目の任期切れを待たずに辞職することを決断したことを明らかにしている。

## 市政
- 2019年（令和元年）10月、年中無休のなんでも総合相談センターを設立[9]。

- 2021年（令和3年）3月、真の｢市民が主役のまちづくり｣を実現すべく、市の主なプロジェクトなどについて、案の段階で事業内容や事業費用見込額、後年度支出見込額などを公表して市民の意見を訊くことを市役所に義務付ける条例｢延岡市政策等形成過程における市民等参加条例（パブリックコメント条例）｣を制定[10]。

- 2021年（令和3年）3月25日、LGBTなど性的少数者のカップルが婚姻に相当する関係にあると認める「パートナーシップ宣誓制度」を導入すると発表した。同制度は同年4月26日に導入[11]。延岡市は、同日から5月5日まで、市のシンボルと言われる延岡城跡城山公園三階櫓台石垣をレインボーカラーにライトアップした[12]。

- 2021年（令和3年）5月、地元企業の売上拡大などを人材提供の面などで支援する｢延岡経済リンケージ機構｣を設立[13]。

- 2022年（令和4年）3月、こどもたちの｢人間力｣を育むため、学校ではなかなか提供できない教育プログラムなどを実施する｢延岡こども未来創造機構｣を設立[14]。

- 2023年（令和5年）、国のデジタル田園都市国家構想交付金を活用して、全国で唯一、空飛ぶクルマの救急医療・災害救助用の活用やロボット稲作などに取り組む[15]。しかし、議会では実用化の途上である空飛ぶクルマの活用などに対して多くの議員が反対。一部事業が議会で認められず、市長が審議やり直しを求めて再議を連発する事態を招いた[16]が、最終的には市議会で全額可決された[17]。